# Unalaska (wyspa)
Unalaska – wyspa leżąca na archipelagu Aleuty w północnej części Oceanu Spokojnego.
Wyspa została odkryta w 1759 roku przez Rosjan. Przeszła w ręce Stanów Zjednoczonych po sprzedaży Alaski przez Rosję w roku 1867. Nazwa wyspy jest angielskojęzyczną transkrypcją słowa Ounalashka, które oznacza „przy półwyspie”. Na wyspie leży też miasto o tej samej nazwie. 
- Powierzchnia: 2721 km²